# Secretaria de Operações Integradas
| Secretaria de Operações Integradas |                                      |
| Criação                            | 1 de janeiro de 2019                 |
| Atual ministro                     | Flávio Dino de Castro e Costa        |
| Atual secretário                   | Alfredo de Souza Lima Coelho Carrijo |

A Secretaria de Operações Integradas (SEOPI) é um órgão público superior de nível federal, vinculado ao Ministério da Justiça e Segurança Pública (MJSP), cujo foco de atuação é a integração das forças policiais brasileiras no combate ao crime organizado. A SEOPI foi instituída em janeiro de 2019, por meio do artigo 2 do Decreto 9.662.

## História

### Criação do órgão e gestão Sérgio Moro (2019 – março de 2020)
Em novembro de 2018, ainda antes de tomar posse como ministro, o ex-juiz Sergio Moro, em conjunto com o anúncio de outras medidas que pretendia implementar no MJSP, também referido como superministério,  anunciou a criação da Secretaria de Operações Integradas (SEOPI). Na ocasião, Moro destacou que o principal  objetivo da SEOPI seria a coordenação entre as operações policiais a nível nacional, a fim de combater o crime organizado. Essa tarefa já era realizada dentro do Ministério da Segurança Pública de maneira descentralizada, e Moro argumentou que a criação de uma secretaria específica para lidar com o tema seria conveniente. Em março de 2019, o MJSP celebrou acordo com o Exército Brasileiro para o compartilhamento de seus sistemas de comunicações. Também foi firmado um acordo entre o MJSP e a Secretaria da Segurança Pública e Defesa Social do Ceará, por intermédio da SEOPI, a fim de reforçar parcerias na área de inteligência. Em maio de 2019, o Ministério da Justiça e Segurança Pública inaugurou o Centro Integrado de Inteligência de Segurança Pública Nacional em Brasília, em conjunto com a reestruturação dos ambientes de trabalho da SEOPI. Nessa ocasião, Moro declarou que uma das principais medidas tomadas pelo MJSP foi a criação da SEOPI.
Durante a gestão Moro, foram firmados acordos de cooperação com diversas unidades federativas, como Amazonas, Acre, Alagoas, Mato Grosso, e várias outras, com ênfase no combate ao crime organizado, lavagem de dinheiro, sonegação de impostos, contrabando e monitoramento de fronteiras. Tal monitoramento é realizado em colaboração com o Programa Nacional de Segurança nas Fronteiras, conhecido como Programa Vigia (Vigilância, Integração, Governança, Interoperabilidade e Autonomia). Em março de 2020, o Programa Vigia declarou ter causado, em um ano, prejuízo estimado em R$ 770 milhões aos criminosos que atuam nas fronteiras brasileiras, ao mesmo tempo em que evitou um gasto estimado em R$ 260 milhões aos cofres públicos. O MJSP pretende ampliar o Programa Vigia para todos os 11 estados fronteiriços até o final de 2020.

### Demissão de Moro e gestão André Mendonça (Abril de 2020 – presente)

Sergio Moro durante anúncio da criação da SEOPI, novembro de 2018.

Por conta de desgastes políticos entre o então ministro Sergio Moro e o presidente Jair Bolsonaro, Moro anunciou sua demissão do cargo ministerial no final de abril de 2020. Após a demissão de Moro, o secretário de operações integradas da SEOPI, Rosalvo Franco, que trabalhou na Operação Lava Jato com Moro quando este era juiz, também pediu exoneração e deixou o cargo de Secretário de Operações Integradas. Em seguida, Jair Bolsonaro empossou André Mendonça, advogado e pastor, como o novo titular do Ministério da Justiça e Segurança Pública. Em maio do mesmo ano, o cargo de Secretário de Operações Integradas foi assumido por Jeferson Lisbôa, delegado da Polícia Civil do Distrito Federal, em nomeação assinada pelo coronel Walter Souza Braga Netto, ministro-chefe da Casa Civil. Em junho de 2019, a SEOPI passou a integrar o comitê executivo do Programa de Proteção Integrada de Fronteiras (PPIF), órgão também ligado ao MJSP. Em reunião sobre o Programa Vigia, Lisbôa demonstrou interesse em dar continuidade a sua ampliação.[carece de fontes?] O novo ministro também reformulou a composição da pasta, alterando todas diretorias do órgão que haviam sido nomeadas por Moro durante a sua gestão. Em julho, foi deflagrada uma crise política atualmente em curso no órgão, quando a atual gestão da SEOPI foi acusada de ter monitorado dados pessoais de servidores públicos listados como antifascistas e opositores ao governo Jair Bolsonaro.

## Competências
As competências da SEOPI foram instituídas pelo artigo 29 do Decreto 9.662. Entre estas, estão incluídas:
- Assessoramento do Ministro de Estado nas atividades de inteligência e operações policiais, com foco na integração com os órgãos de segurança pública federais, estaduais, municipais e distrital;
- Implementação, manutenção e modernização das redes de integração e de sistemas nacionais de inteligência de segurança pública;
- Promoção da integração das atividades de inteligência de segurança pública, em consonância com os órgãos que compõem o Subsistema de Inteligência de Segurança Pública;
- Coordenação do Centro Integrado de Comando e Controle Nacional (CICCN) e promoção da integração dos centros integrados de comando e controle regionais;
- Estimulação das investigações de infrações penais, de maneira integrada e uniforme com as policias federal e civis.

## Composição
A composição da SEOPI é definida pelo Anexo II do Decreto 9.662. Ela está estruturada da seguinte maneira:
- Secretário(a) de Operações Integradas
  - Secretário(a) adjunto
  - Chefe de gabinete
- Diretor(a) de Operações
  - Coordenação-Geral do Centro Integrado de Comando e Controle Nacional
  - Coordenação-Geral de Planejamento Operacional
  - Coordenação-Geral de Operações Integradas
  - Coordenação-Geral do Sistema Integrado de Comando e Controle
  - Coordenação-Geral de Combate ao Crime Organizado
  - Coordenação-Geral das Fronteiras
  - Coordenação Regional
- Diretoria de Inteligência
  - Coordenação-Geral de Inteligência
  - Coordenação-Geral de Contrainteligência
  - Coordenação-Geral de Integração do Subsistema

## Controvérsias

### Acusações de perseguição e espionagem política

#### Protestos antifascistas e antirracistas no Brasil em 2020
Em junho de 2020, manifestantes protestaram contra o governo Bolsonaro nas faixas do Eixo Monumental e em frente ao Palácio da Justiça, em Brasília. Os protestos, que ecoaram em vários estados brasileiros, foram liderados por movimentos sociais, organizações estudantis e membros de torcidas organizadas que condenavam o autoritarismo e o racismo, além de defender pautas do antifascismo. Também ocorreram manifestações a favor do governo Bolsonaro em diversos estados brasileiros, e havia um acampamento, montado em Brasília, ocupado por apoiadores do governo cujo sustento se dava por meio de financiamento coletivo e que contava com a presença de ativistas armados,  os quais se denominavam como grupo "300 do Brasil". Uma das lideranças do grupo era a ativista de direita Sara Winter, posteriormente presa em conjunto com outros ativistas do acampamento, num inquérito do Supremo Tribunal Federal (STF) que investigava manifestações antidemocráticas. O acampamento foi desmontado sob ordem judicial do governo do Distrito Federal e uma campanha online para arrecadação de fundos foi cancelada após protestos. Após os protestos antifascistas, o presidente Jair Bolsonaro declarou que os manifestantes eram marginais e terroristas, e que os motivos dos protestos no Brasil seriam políticos, diferentemente dos protestos antirracistas que ocorriam simultaneamente nos Estados Unidos, desencadeados após o assassinato de George Floyd por um policial branco, nos quais ativistas antifascistas estiveram igualmente presentes, e também foram classificados como terroristas pelo presidente Donald Trump.

#### Dossiê antifascista
Em resposta aos protestos, uma lista que compilava dados pessoais de supostos ativistas antifascismo foi divulgada na internet em 4 de julho de 2020, e sua autoria foi atribuída ao deputado estadual Douglas Garcia (PSL-SP). Em sua defesa, o deputado alegou que entregou o documento apenas à polícia e que não o divulgou publicamente, mas admitiu que havia compilado dados pessoais de indivíduos que participaram dos protestos antifascistas. Em seguida, Garcia e o também deputado estadual Gil Diniz (PSL-SP) foram incluídos em inquérito do STF que investiga notícias falsas e ameaça a instituições democráticas, incluindo o próprio STF. Apesar de ser alvo de críticas, o STF decidiu favoravelmente quanto à legalidade do inquérito.
Em 24 de julho, foi revelado que o MJSP colocou em prática uma ação sigilosa que monitorou 579 servidores públicos federais que seriam, supostamente, antifascistas e opositores do governo Jair Messias Bolsonaro, incluindo professores e policiais. Também foi revelado que o monitoramento foi realizado especificamente pela SEOPI e, em seguida, o material teria sido compartilhado com outros órgãos políticos e de segurança brasileiros. Pressionado pela Câmara dos Deputados, Ministério Público Federal, o ministro André Mendonça reconheceu a existência do relatório e demitiu o então diretor de inteligência da SEOPI, coronel Gilson Mendes, a quem foi atribuída a responsabilidade pela elaboração do documento. No entanto, Mendonça afirmou desconhecer o conteúdo do documento e recusou o termo dossiê, que remeteria a algo ilegal, de acordo com o ministro. No entanto, o termo dossiê foi amplamente difundido pela imprensa.
Em agosto, STF questionou o órgão sobre o documento, e a pasta ministerial afirmou que "não compete à SEOPI produzir dossiê contra nenhum cidadão nem instaurar procedimentos de cunho inquisitorial". Após recusa inicial, Mendonça aceitou enviar uma cópia do dossiê antifascista ao STF e à Câmara, solicitando que uma investigação fosse aberta para apurar o vazamento do documento. Uma ação do partido Rede Sustentabilidade solicitou ao STF a abertura de um inquérito para que a Polícia Federal investigue o dossiê antifascista, considerado pela Rede como incompatíveis com a democracia. Posteriormente, André Mendonça declarou que a produção de relatórios em secretarias é "atividade essencial para a segurança do Estado e dos cidadãos" e que não está submetida "a serviço de grupos, ideologias e objetivos mutáveis e sujeito às conjunturas político-partidárias", além de afirmar que grupos favoráveis ao governo também foram monitorados e solicitar o arquivamento da ação movida pela Rede. Em sua  defesa, o deputado Douglas Garcia afirmou que uma cópia do relatório havia sido enviada à Embaixada dos Estados Unidos em Brasília pelo deputado federal Eduardo Bolsonaro (PSL). O caso foi enviado à Organização das Nações Unidas (ONU), que ainda não se pronunciou a respeito. Em setembro, foi aberto inquérito pelo Ministério Público Federal no Rio Grande do Sul para investigar o caso.